# Roadrunner United
Roadrunner United — проект, организованный Roadrunner Records в честь 25-летия компании. Проект завершился выпуском 11 октября 2005 года альбома, получившего название The All Star Session. В рамках проекта были созданы 4 команды, которые сочинили и записали 18 песен для альбома. В эти команды вошло 57 музыкантов из 45 групп, подписанных на Roadrunner Records. Капитанами команд стали: Джои Джордисон из Slipknot и Murderdolls, Мэтт Хифи из Trivium, Дино Касарес из Fear Factory, Asesino, Divine Heresy и ex-Brujeria, Робб Флинн из Machine Head, ex-Vio-lence, ex-Forbidden и многие другие. Проект является задумкой генерального директора Roadrunner UK Марка Палмера и руководителя отдела по поиску новых исполнителей Roadrunner USA Монте Коннера. Проект скоординирован Лорой Ричардсон и смикширован Колином Ричардсоном и Энди Снипом. С альбома The All-Star Session вышли сингл и клип на песню «The End», также был снят документальный фильм о работе над проектом.
9 декабря 2008 года Roadrunner Records выпустил двойной DVD. На нём записаны концерт в честь 25-летия лейбла (концерт прошёл 15 декабря 2005 года) и документальный фильм.

## Список композиций
1. «The Dagger» —  музыка — Робб Флинн; текст песни — Говард Джонс, Робб Флинн  5:31
- Говард Джонс (Killswitch Engage, Blood Has Been Shed) — вокал
- Робб Флинн (Machine Head, ex-Vio-lence, ex-Forbidden) — вокал, ритм-гитара
- Джордан Уилан (Still Remains) — ритм-гитара
- Джефф Уотерс (Annihilator) — соло-гитара
- Кристиан Олде Волберс (Fear Factory, Arkaea) — бас-гитара
- Эндолс Хэррик (Chimaira) — ударные

2. «The Enemy» —  музыка — Дино Касарес, Рой Майорга; текст песни — Марк Хантер  4:44
- Марк Хантер (Chimaira) — вокал
- Дино Касарес (Fear Factory, Divine Heresy, Asesino, ex-Brujeria) — ритм-гитара
- Андреас Киссер (Sepultura) — соло-гитара, акустическая гитара
- Пол Грей (Slipknot) — бас-гитара
- Рой Майорга (Stone Sour, ex-Soulfly) — ударные

3. «Annihilation by the Hands of God» —  музыка — Джои Джордисон, Роб Баррет; текст песни — Глен Бентон  5:33
- Глен Бентон (Deicide, ex-Vital Remains) — вокал
- Мэтт ДеВрис (Chimaira) — ритм-гитара
- Роб Баррет (Cannibal Corpse) — ритм-гитара
- Джеймс Мёрфи (ex-Disincarnate, ex-Death, ex-Obituary, ex-Cancer, ex-Testament, ex-Konkhra) — соло-гитара
- Стив ДиДжорджио (Death, Testament, Vintersorg, Sebastian Bach, Sadus, Autopsy, Control Denied) — бас-гитара
- Джои Джордисон (Slipknot, Murderdolls) — ударные

4. «In the Fire» —  музыка — Мэтт Хифи, текст песни — King Diamond  4:07
- King Diamond (Mercyful Fate) — вокал
- Мэтт Хифи (Trivium) — гитара
- Кори Больё (Trivium) — гитара
- Майк Д'Антонио (Killswitch Engage) — бас-гитара
- Дэйв Чаварри (Ill Niño) — ударные

5. «The End» (сингл) —  музыка — Дино Касарес, текст песни — Мэтт Хифи  3:35
- Мэтт Хифи (Trivium) — вокал
- Дино Касарес (Fear Factory, Divine Heresy, Asesino, ex-Brujeria) — ритм-гитара
- Логан Мейдер (ex-Machine Head, ex-Soulfly) — гитара
- Рис Фалбел (Front Line Assembly, Delerium, Conjure One) — клавишные
- Надя Пойлен (Coal Chamber) — бас-гитара
- Рой Майорга (Stone Sour, ex-Soulfly) — ударные

6. «Tired 'N Lonely» —  музыка — Джои Джордисон, текст песни — Кит Капуто  3:37
- Кит Капуто (Life Of Agony) — вокал, клавишные
- Мэтт Баумбах (ex-Vision Of Disorder) — ритм-гитара
- Томми Нимейер (Gruntruck) — ритм-гитара
- Эйси Слейд (Murderdolls) — ритм-гитара
- Джеймс Рут (Slipknot, Stone Sour) — соло-гитара
- Джои Джордисон (Slipknot, Murderdolls) — ударные

7. «Independent (Voice of the Voiceless)»  музыка — Робб Флинн, Фил Деммел; текст песни — Макс Кавалера  4:51
- Макс Кавалера (Soulfly, Cavalera Conspiracy, ex-Sepultura) — вокал
- Робб Флинн (Machine Head) — гитара, клавишные
- Джордан Уилан (Still Remains) — ритм-гитара
- Джефф Уотерс (Annihilator) — соло-гитара
- Кристиан Олде Волберс (Fear Factory, Arkaea) — бас-гитара
- Эндолс Хэррик (Chimaira) — ударные

8. «Dawn of a Golden Age»  музыка — Мэтт Хифи, текст песни — Дэни Филт  4:09
- Дэни Филт (Cradle Of Filth) — вокал
- Мэтт Хифи (Trivium) — вокал, гитара
- Джастин Хэгберг (3 Inches Of Blood) — ритм-гитара
- Шон Мэлоун (Cynic, Gordian Knot) — бас-гитара
- Майк Смит (Suffocation) — ударные

9. «The Rich Man» —  музыка — Робб Флинн, текст песни Кори Тейлор  6:49
- Кори Тейлор (Slipknot, Stone Sour) — вокал
- Робб Флинн (Machine Head) — ритм-гитара, клавишные
- Джордан Уилан (Still Remains) — ритм-гитара
- Кристиан Олде Волберс (Fear Factory, Arkaea) — бас-гитара
- Эндолс Хэррик (Chimaira) — ударные

10. «No Way Out» —  музыка — Джои Джордисон, Мэтт Сепаник; текст песни — Дэрил Палумбо  3:27
- Дэрил Палумбо (Glassjaw, Head Automatica) — вокал
- Мэтт Баумбах (ex-Vision Of Disorder) — гитара
- Junkie XL — синтезатор
- Джои Джордисон (Slipknot, Murderdolls) — ударные, бас-гитара

11. «Baptized in the Redemption» —  музыка — Дино Касарес, Рой Майорга; текст песни — Дез Фафара  3:19
- Дез Фафара (Devildriver, ex-Coal Chamber) — вокал
- Дино Касарес (Fear Factory, Divine Heresy, Asesino, ex-Brujeria) — ритм-гитара
- Андреас Киссер — соло-гитара
- Пол Грей (Slipknot) — бас-гитара
- Рой Майорга (Stone Sour, ex-Soulfly) — ударные

12. «Roads» —  музыка — Джош Сильвер, текст песни — Микаэль Окерфельдт  2:24
- Микаэль Окерфельдт (Opeth, Bloodbath) — вокал
- Джош Сильвер (Type O Negative) — клавишные, бэк-вокал

13. «Blood & Flames» —  музыка — Мэтт Хифи, текст песни — Джесси Лич  5:38
- Джесси Лич (Killswitch Engage) — вокал
- Мэтт Хифи (Trivium) — вокал, гитара
- Джош Рэнд (Stone Sour) — ритм-гитара
- Майк Д'Антонио (Killswitch Engage) — бас-гитара
- Джонни Келли (Type O Negative) — ударные

14. «Constitution Down» —  музыка — Джои Джордисон, текст песни — Кайл Томас  5:04
- Кайл Томас (Exhorder, Alabama Thunderpussy) — вокал
- Мэтт ДеВрис (Chimaira) — ритм-гитара
- Роб Баррет (Cannibal Corpse) — гитара
- Джеймс Мёрфи (ex-Disincarnate, ex-Death, ex-Obituary, ex-Cancer, ex-Testament, ex-Konkhra) — гитара
- Энди Ла Рок (King Diamond) — гитара
- Стив ДиДжорджио (Death, Testament, Vintersorg, Sebastian Bach, Sadus, Autopsy, Control Denied) — бас-гитара
- Джои Джордисон (Slipknot, Murderdolls) — ударные

15. «I Don’t Wanna Be (A Superhero)» —  музыка — Мэтт Хифи, текст песни — Майкл Грейвс  2:02
- Майкл Грейвс (ex-Misfits) — вокал
- Мэтт Хифи (Trivium) — гитара
- Джастин Хэгберг (3 Inches Of Blood) — ритм-гитара
- Майк Д'Антонио (Killswitch Engage) — бас-гитара
- Дэйв Чаварри (Ill Niño) — ударные

16. «Army of the Sun» —  музыка — Робб Флинн, Дэйв МакКлейн; текст песни — Тим Уилльямс  3:48
- Тим Уильямс (Bloodsimple, ex-Vision of Disorder) — вокал
- Робб Флинн (Machine Head) — ритм-гитара
- Джордан Уилан (Still Remains) — ритм-гитара
- Кристиан Олде Волберс (Fear Factory, Arkaea) — бас-гитара
- Эндолс Хэррик (Chimaira) — ударные

17. «No Mas Control» —  музыка — Дино Касарес, Джош Санки; текст песни — Кристиан Мачадо  3:01
- Кристиан Мачадо (Ill Niño) — вокал
- Дино Касарес (Fear Factory, Divine Heresy, Asesino, ex-Brujeria) — ритм-гитара
- Майк Саркисян (Spineshank) — гитара
- Андреас Киссер (Sepultura) — гитара
- Марсело (Селло) Диас (ex-Soulfly) — бас-гитара
- Дэйв МакКлейн (Machine Head) — ударные

18. «Enemy of the State» —  музыка — Джои Джордисон, Мэтт Сепаник; текст песни — Питер Стил  5:08
- Питер Стил (Type O Negative) — вокал, клавишные
- Стив Холт (36 Crazyfists) — гитара
- Джош Сильвер (Type O Negative) — клавишные
- Дэйв Пибус (Cradle of Filth, ex-Anathema) — бас-гитара
- Джои Джордисон (Slipknot, Murderdolls) — ударные

## Продюсеры
- Джои Джордисон — песни 3, 6, 10, 14, 18
- Мэтт Хифи — песни 4, 8, 13, 15
- Дино Касарес — песни 2, 5, 11, 17
- Робб Флинн — песни 1, 7, 9, 16

## 25th Anniversary
1. Biohazard — «Punishment»
  - Эван Сайнфелд (Biohazard) — Вокал
  - Билли Гразиадей (Biohazard) — Вокал, ритм-гитара
  - Дино Касарес (Fear Factory, Divine Heresy, Asesino, ex-Brujeria) — ритм-гитара
  - Андреас Киссер (Sepultura) — соло-гитара
  - Адам Дьюс (Machine Head) — бас-гитара
  - Джоуи Джордисон (Slipknot) — Ударные
2. Madball — «Set It Off»
  - Джейми Джаста (Hatebreed) — Вокал
  - Андреас Киссер (Sepultura) — ритм-гитара
  - Дино Касарес (Fear Factory, Divine Heresy, Asesino, ex-Brujeria) — ритм-гитара
  - Адам Дьюс (Machine Head) — бас-гитара
  - Джоуи Джордисон (Slipknot) — Ударные
3. Stormtroopers of Death — «March of the S.O.D.»
  - Андреас Киссер (Sepultura) — соло-гитара
  - Дино Касарес (Fear Factory, Divine Heresy, Asesino, ex-Brujeria) — ритм-гитара
  - Скотт Иэн (Anthrax) — ритм-гитара
  - Пол Грей (Slipknot) — бас-гитара
  - Джоуи Джордисон (Slipknot) — Ударные
4. Life of Agony 'River Runs Red'
  - Кейт Капуто (Life of Agony) — вокал
  - Андреас Киссер (Sepultura) — соло-гитара
  - Дино Касарес (Fear Factory, Divine Heresy, Asesino, ex-Brujeria) — ритм-гитара
  - Скотт Иэн (Anthrax) — ритм-гитара
  - Пол Грей (Slipknot) — бас-гитара
  - Джоуи Джордисон (Slipknot) — Ударные
5. Obituary — «The End Complete»
  - Глен Бентон (Deicide) — вокал
  - Андреас Киссер (Sepultura) — соло-гитара
  - Дино Касарес (Fear Factory, Divine Heresy, Asesino, ex-Brujeria) — ритм-гитара
  - Пол Грей (Slipknot) — бас-гитара
  - Джоуи Джордисон (Slipknot) — Ударные
6. Mercyful Fate — «Curse of the Pharaohs»
  - Тим Оуэнс (Beyond Fear, Yngwie Malmsteen's Rising Force, ex-Judas Priest, ex-Iced Earth) — вокал
  - Андреас Киссер (Sepultura) — гитара
  - Джеймс Мёрфи (ex-Disincarnate, ex-Death, ex-Obituary, ex-Cancer, ex-Testament, ex-Konkhra, solo) — гитара
  - Адам Дьюс (Machine Head) — бас-гитара
  - Джоуи Джордисон (Slipknot) — Ударные
7. King Diamond — «Abigail»
  - Тим Оуэнс (Beyond Fear, Yngwie Malmsteen's Rising Force, ex-Judas Priest, ex-Iced Earth) — вокал
  - Джеймс Мёрфи (ex-Disincarnate, ex-Death, ex-Obituary, ex-Cancer, ex-Testament, ex-Konkhra, solo) — соло-гитара
  - Джефф Уотерс (Annihilator) — соло-гитара
  - Пол Грей (Slipknot) — бас-гитара
  - Рой Майорга (Stone Sour) — Ударные
  - Роберт Каджано (Anthrax) — клавишные
8. Annihilator — «Alison Hell»
  - Тим Оуэнс (Beyond Fear, Yngwie Malmsteen's Rising Force, ex-Judas Priest, ex-Iced Earth) — вокал
  - Джефф Уотерс (Annihilator) — соло-гитара
  - Джеймс Мёрфи (ex-Disincarnate, ex-Death, ex-Obituary, ex-Cancer, ex-Testament, ex-Konkhra, solo) — соло-гитара
  - Адам Дьюс (Machine Head) — бас-гитара
  - Рой Майорга (Stone Sour) — Ударные
9. Deicide — «Dead by Dawn»
  - Глен Бентон (Deicide) — вокал
  - Андреас Киссер (Sepultura) — соло-гитара
  - Дино Касарес (Fear Factory, Divine Heresy, Asesino, ex-Brujeria) — ритм-гитара
  - Пол Грей (Slipknot) — бас-гитара
  - Стив Эшейм (Deicide) — ударные
10. Trivium — «Pull Harder on the Strings of Your Martyr»
  - Робб Флинн (Machine Head) — вокал
  - Мэтью Киичи Хифи (Trivium) — вокал, соло-гитара
  - Кори Бьёлье (Trivium) — вокал, соло-гитара
  - Паоло Греголетто (Trivium) — вокал, бас-гитара
  - Трэвис Смит (ex-Trivium) — ударные
11. Killswitch Engage — 'My Last Serenade'
  - Джесси Лич Killswitch Engage, Seemless, The Empire Shall Fall, Times of Grace) — вокал
  - Говард Джонс (ex-Killswitch Engage, Blood Has Been Shed) — вокал
  - Джоел Стротзэл (Killswitch Engage) — гитара
  - Андреас Киссер (Sepultura) — гитара
  - Майк Д'Антонио (Killswitch Engage) — бас-гитара
  - Джастин Фоли (Killswitch Engage, Blood Has Been Shed) — ударные
12. Chimaira — «Pure Hatred»
  - Джейми Джаста (Hatebreed) — вокал
  - Андреас Киссер (Sepultura) — соло-гитара
  - Дино Касарес (Fear Factory, Divine Heresy, Asesino, ex-Brujeria) — ритм-гитара
  - Адам Дьюс (Machine Head) — бас-гитара
  - Джоуи Джордисон (Slipknot) — Ударные
13. Fear Factory — «Replica»
  - Мэтью Киичи Хифи (Trivium) — вокал
  - Андреас Киссер (Sepultura) — соло-гитара
  - Дино Касарес (Fear Factory, Divine Heresy, Asesino, ex-Brujeria) — ритм-гитара
  - Адам Дьюс (Machine Head) — бас-гитара
  - Джоуи Джордисон (Slipknot) — Ударные
14. Type O Negative — «Black No. 1»
  - Вилле Вало (HIM) — вокал
  - Андреас Киссер (Sepultura) — соло-гитара
  - Дино Касарес (Fear Factory, Divine Heresy, Asesino, ex-Brujeria) — ритм-гитара
  - Надя Пойлен (Coal Chamber) — бас-гитара
  - Джоуи Джордисон (Slipknot) — Ударные
  - Роберт Каджано (Anthrax) — клавишные
15. Roadrunner United — «Tired 'n Lonely»
  - Кейт Капуто (Life of Agony) — вокал
  - Мэтт Бомбач (ex-Vision of Disorder) — соло-гитара
  - Эйси Слейд (Murderdolls) — ритм-гитара
  - Надя Пойлен (Coal Chamber) — бас-гитара
  - Джоуи Джордисон (Slipknot) — Ударные
  - Роберт Каджано (Anthrax) — клавишные
16. Stone Sour — «Bother»
  - Кейт Капуто (Life of Agony) — вокал
  - Кори Тейлор (Slipknot, Stone Sour) — вокал, гитара
17. Roadrunner United — «The Rich Man»
  - Кори Тейлор (Slipknot, Stone Sour) — вокал
  - Джефф Уотерс (Annihilator) — соло-гитара
  - Джордан Вэйлан (Still Remains) — ритм-гитара
  - Пол Грей (Slipknot) — бас-гитара
  - Эндол Хэррик (Chimaira) — ударные
18. Roadrunner United — «The Dagger»
  - Говард Джонс (ex-Killswitch Engage) — вокал
  - Робб Флинн (Machine Head) — вокал
  - Джефф Уотерс (Annihilator) — соло-гитара
  - Андреас Киссер (Sepultura) — соло-гитара
  - Джордан Вэйлан (Still Remains) — ритм-гитара
  - Адам Дьюс (Machine Head) — ритм-гитара
  - Пол Грей (Slipknot) — бас-гитара
  - Эндол Хэррик (Chimaira) — ударные
19. Roadrunner United — «The End»
  - Мэтью Киичи Хифи (Trivium) — вокал
  - Логан Мейдер (ex-Machine Head, ex-Soulfly) — ритм-гитара
  - Дино Касарес (Fear Factory, Divine Heresy, Asesino, ex-Brujeria) — ритм-гитара
  - Надя Пойлен (Coal Chamber) — бас-гитара
  - Рой Майорга (Stone Sour) — ударные
20. Soulfly — «Eye for an Eye»
  - Брайн Фэйр (Shadows Fall) — вокал
  - Логан Мейдер (ex-Machine Head, ex-Soulfly) — соло-гитара
  - Дино Касарес (Fear Factory, Divine Heresy, Asesino, ex-Brujeria) — ритм-гитара
  - Адам Дьюс (Machine Head) — бас-гитара
  - Рой Майорга (Stone Sour) — ударные
21. Sepultura — «Refuse/Resist»
  - Робб Флинн (Machine Head) — вокал
  - Андреас Киссер (Sepultura) — соло-гитара
  - Скотт Иэн (Anthrax) — ритм-гитара
  - Дино Касарес (Fear Factory, Divine Heresy, Asesino, ex-Brujeria) — ритм-гитара
  - Фил Деммел (Machine Head) — ритм-гитара
  - Адам Дьюс (Machine Head) — бас-гитара
  - Рой Майорга (Stone Sour) — ударные
22. Slipknot — «Surfacing»
  - Робб Флинн (Machine Head) — вокал
  - Андреас Киссер (Sepultura) — соло-гитара
  - Дино Касарес (Fear Factory, Divine Heresy, Asesino, ex-Brujeria) — ритм-гитара
  - Адам Дьюс (Machine Head) — бас-гитара
  - Рой Майорга (Stone Sour) — ударные
23. Machine Head — «Davidian»
  - Робб Флинн (Machine Head) — вокал
  - Мэтью Киичи Хифи (Trivium) — вокал
  - Тим Вильямс (Vision of Disorder) — вокал
  - Андреас Киссер (Sepultura) — соло-гитара
  - Логан Мейдер (ex-Machine Head, ex-Soulfly) — соло-гитара
  - Дино Касарес (Fear Factory, Divine Heresy, Asesino, ex-Brujeria) — ритм-гитара
  - Пол Грей (Slipknot) — бас-гитара
  - Джоуи Джордисон (Slipknot) — Ударные
24. Slipknot — «(sic)»
  - Кори Тейлор (Slipknot, Stone Sour) — вокал
  - Томми Векст (ex-Divine Heresy) — Вокал
  - Андреас Киссер (Sepultura) — соло-гитара
  - Дино Касарес (Fear Factory, Divine Heresy, Asesino, ex-Brujeria) — ритм-гитара
  - Скотт Иэн (Anthrax) — ритм-гитара
  - Пол Грей (Slipknot) — бас-гитара
  - Джоуи Джордисон (Slipknot) — Ударные
25. Sepultura — «Roots Bloody Roots»
  - Робб Флинн (Machine Head) — вокал
  - Кори Тейлор (Slipknot, Stone Sour) — вокал
  - Говард Джонс (ex-Killswitch Engage) — вокал
  - Джесси Лич (Killswitch Engage, Seemless, The Empire Shall Fall) — вокал
  - Томми Вэкст (ex-Divine Heresy) — вокал
  - Андреас Киссер (Sepultura) — соло-гитара
  - Скотт Иэн (Anthrax) — ритм-гитара
  - Дино Касарес (Fear Factory, Divine Heresy, Asesino, ex-Brujeria) — ритм-гитара
  - Пол Грей (Slipknot) — бас-гитара
  - Адам Дьюс (Machine Head) — бас-гитара
  - Джоуи Джордисон (Slipknot) — Ударные
  - Рой Майорга (Stone Sour) — перкуссия